# Autostrada A86 (Franța)
Autostrada A86, cunoscută anterior sub numele de „centura suburbiei” și uneori numită „super-perifericul parizian”, „centura Île-de-France” sau „perifericul Île-de-France”, este o centură periferică ce ocolește Parisul, traversând metropola acestuia. Funcția sa principală este de a conecta prefecturile și sub-prefecturile din mica coroană: Antony, Bobigny, Créteil, Nogent-sur-Marne, Saint-Denis, Versailles.
Numărul de benzi de circulație variază între două și cinci, în funcție de secțiuni. Astfel, podul de pe bulevardul Libération din Saint-Denis are 2 × 4 benzi, în timp ce tunelul duplexului A86 dispune de două benzi pe fiecare sens. Viteza este limitată la 110 km/h, 90 km/h sau 70 km/h, în funcție de segmente. Bucla este constituită în mare parte din autostrada A86, care o denumește prin extensie, dar este prelungită prin două drumuri rapide: drumurile naționale 186 și 385. De asemenea, include două tronsoane comune cu autostrăzile A3 și A4.

## Istorie

### Începuturi
Primele proiecte de drumuri care să încercuiască Parisul la mai mulți kilometri de zidurile sale apar încă de la începutul secolului XX. Astfel, în anii 1910, Eugène Hénard propune un bulevard de centură numit „drumul forturilor”. Acesta urma să lege fortificațiile capitalei, care ar fi fost înlocuite cu parcuri. La concursul din 1919 pentru proiectul Grand Paris, mai multe planuri, printre care cel al câștigătorului Léon Jaussely și al ocupantului locului doi, Alfred Agache, prevăd conectarea orașelor suburbane printr-o cale rutieră circulară. În proiectul lui Agache, capitala este înconjurată de trei „drumuri inelare” conectate la rute radiale dedicate vitezei.
Între 1932 și 1934, Henri Prost elaborează planul Prost, un plan de amenajare urbană și rutieră pentru regiunea pariziană. Acesta prezintă mai multe rute radiale, inclusiv autostrăzile A12 și A13, precum și Triunghiul de autostrăzi Rocquencourt. Aceste rute radiale sunt toate conectate printr-o centură care formează o buclă la câțiva kilometri de Paris.
În 1932, drumul național 186 este descris ca fiind traseul de la Versailles la Choisy-le-Roi. Acesta este modificat treptat până ajunge să formeze o buclă completă, mai mult sau mai puțin îndepărtată de capitală, fără a dobândi statutul de drum rapid.

### Proiecte de amenajare și primele lucrări (anii 1960 și 1970)
Planul de amenajare și organizare generală a aglomerației pariziene, în vigoare din 1960 până în 1965, vizează îmbunătățirea condițiilor de circulație pe drumul național 186. Acesta presupune în principal lărgirea drumului, îmbunătățirea pasajelor la nivel și crearea unor căi laterale. Schema directorală de amenajare și urbanism a regiunii Paris, în vigoare din 1965 până în 1976, prevede construirea a două centuri periferice la câțiva kilometri de capitală. Prima, centura suburbiei, urmează în mare măsură traseul drumului național 186, traversând un țesut urban foarte dens. Totuși, aceasta nu formează o buclă completă; de fapt, între autostrada A13 și Versailles, este prelungită de autostrada interurbană Seine-et-Oise (ARISO), o altă centură periferică și mai îndepărtată, care va da naștere proiectului autostrăzii A87.
Construcția sa începe în 1963, iar primul tronson se deschide în 1969 între Rosny-sous-Bois și Fontenay-sous-Bois.

### Opoziția riveranilor și aleșilor (anii 1980)
În 1981, proiectul de a face autostrada A86 să treacă prin Chevilly-Larue, pe un viaduct deasupra pieței de interes național din Rungis, este abandonat de ministrul Transporturilor, Charles Fiterman. Proiectul provizoriu devine astfel definitiv: traseul centurii ocolește cimitirul parizian din Thiais, parțial în tranșee deschisă, și se racordează la drumul național 186, deja amenajat cu 2 × 2 benzi.

### Finalizarea (anii 1990 și 2000)
Decizia de a concesiona ultimul tronson dintre Rueil-Malmaison și Versailles, duplexul A86, a permis finalizarea construcției sale.

## Caracteristici

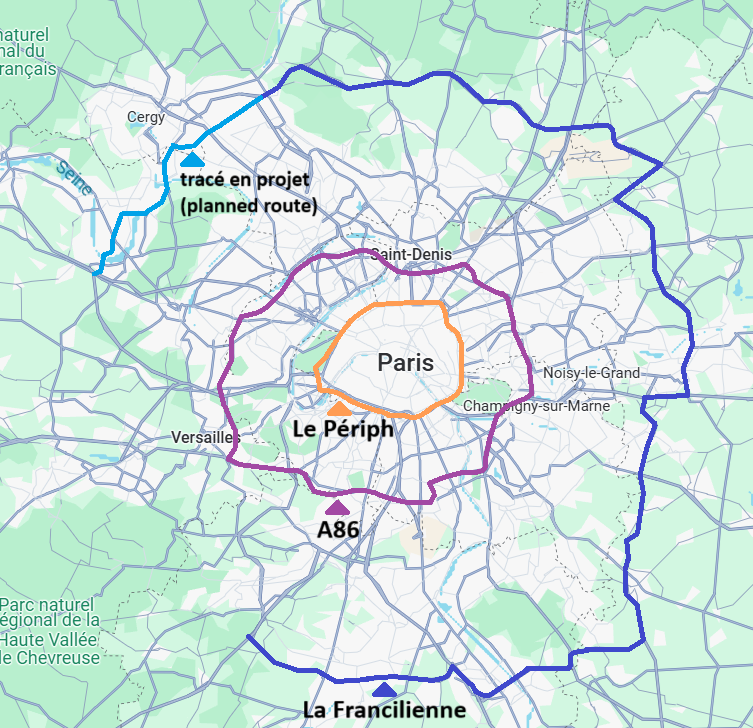
Harta autostrăzilor și drumurilor rapide care înconjoară Parisul în Île-de-France: Boulevard périphérique, autostrada A86 și Francilienne.

### Rețea regională
Autostrada A86 este una dintre marile centuri ce înconjoară capitala franceză. Celelalte patru centuri sunt descrise pe scurt mai jos.
În interiorul Parisului, boulevardurile des Maréchaux înconjoară orașul la aproximativ o sută de metri de periferic. Acestea reprezintă un ansamblu de bulevarde urbane, având intersecții standard cu alte străzi sau tuneluri pe sub anumite axe principale de acces, iar viteza este limitată la 50 km/h. O parte din aceste bulevarde este parcursă de liniile de tramvai 3a și 3b din Île-de-France, numite „tramway des Maréchaux”, deoarece sunt aproape exclusiv amplasate pe aceste bulevarde.
La limitele orașului, Boulevard périphérique încercuiește complet Parisul. Limitat la 50 km/h, acesta este un drum cu caracter de autostradă, având o lungime de 35 km. Asigură aproximativ un sfert din deplasările pariziene.
La aproximativ douăzeci de kilometri de capitală, Francilienne, un ansamblu de drumuri naționale și autostrăzi, permite ocolirea parțială a Parisului.
În afara regiunii Île-de-France, la 200 km de Paris, marea centură ocolitore a Parisului permite, de asemenea, ocolirea parțială a capitalei.

### Structură
A86
     RN186
     RN385
     A3
     A4

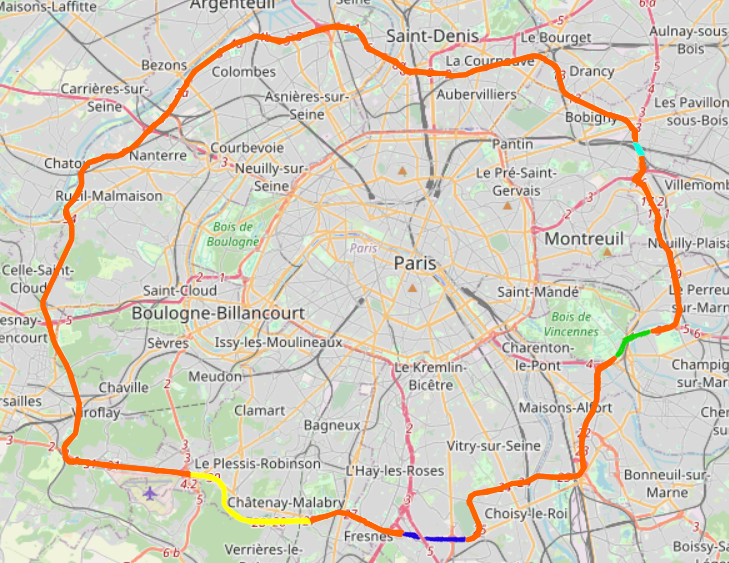
Hartă a drumurilor care compun centura periferică:
A86
RN186
RN385
A3
A4

Autostrada A86 este alcătuită din două carosabile separate și concentrice. Carosabilul numit „interior” este cel mai apropiat de Paris, unde, datorită circulației pe partea dreaptă, vehiculele ocolesc Parisul în sensul acelor de ceasornic. În schimb, carosabilul numit „exterior” este cel mai îndepărtat de Paris, iar circulația se desfășoară în sens invers.
Această centură este alcătuită din mai multe drușuri. Autostrada A86 reprezintă cea mai mare parte a buclei și ocolește aglomerația pariziană la est, nord și vest. Ea este prelungită la sud de drumul național 186 între Fresnes și Thiais și de drumul național 385 între Vélizy-Villacoublay și Antony. În final, la est, include porțiuni comune cu alte două autostrăzi: A3 și A4.

#### Drumul național 186
Drumul național 186 permite prelungirea autostrăzii A86 între comunele Fresnes și Thiais, în departamentul Val-de-Marne. Traversează Rungis și deservește în special piața de interes național, centrul comercial Belle Épine, precum și aeroportul Paris-Orly, prin drumul național 7. Este un drum rapid cu 2 × (2 + 2) benzi, având o lungime de 5 km.

#### Drumul național 385
Drumul național 385 permite prelungirea autostrăzii A86 între comunele Vélizy-Villacoublay și Antony, traversând departamentele Yvelines, Essonne și Hauts-de-Seine. Este un drum rapid cu 2 × 2 benzi sau 2 × 3 benzi, în funcție de secțiune, având o lungime de 6 km.

#### Tronsonul comun A3/A86
Tronsonul comun A3/A86 se află între comunele Rosny-sous-Bois și Bondy, în departamentul Seine-Saint-Denis, făcând parte integrantă din autostrada A3. Este conectat doar la scurta autostradă A103. Această secțiune, cu o lungime de 1,5 km, este amenajată cu 2 × 5 benzi.

#### Tronsonul comun A4/A86
Tronsonul comun A4/A86 se află între comunele Saint-Maurice și Champigny-sur-Marne, traversând departamentul Val-de-Marne și orașul Paris, și face parte integrantă din autostrada A4. Acesta mărginește partea de sud-est a Bois de Vincennes și permite accesul la Saint-Maur-des-Fossés și Joinville-le-Pont doar pe sensul interior. Această secțiune, cu o lungime de 2,2 km, este amenajată cu 2 × 4 benzi. Din 2005, o bandă auxiliară este amenajată la nivelul benzii de urgență, care poate deveni bandă de circulație dacă traficul o justifică. În prezent, banda auxiliară este blocată de o glisieră mobilă atunci când este închisă; fiind costisitoare și dificil de întreținut, se planifică un nou sistem de panouri luminoase de semnalizare, însă reglementările trebuie adaptate înainte de implementare. În anii 2000, a fost propusă extinderea acestei secțiuni la 2 × 5 benzi, cu o deschidere planificată pentru 2011, dar proiectul nu s-a concretizat.

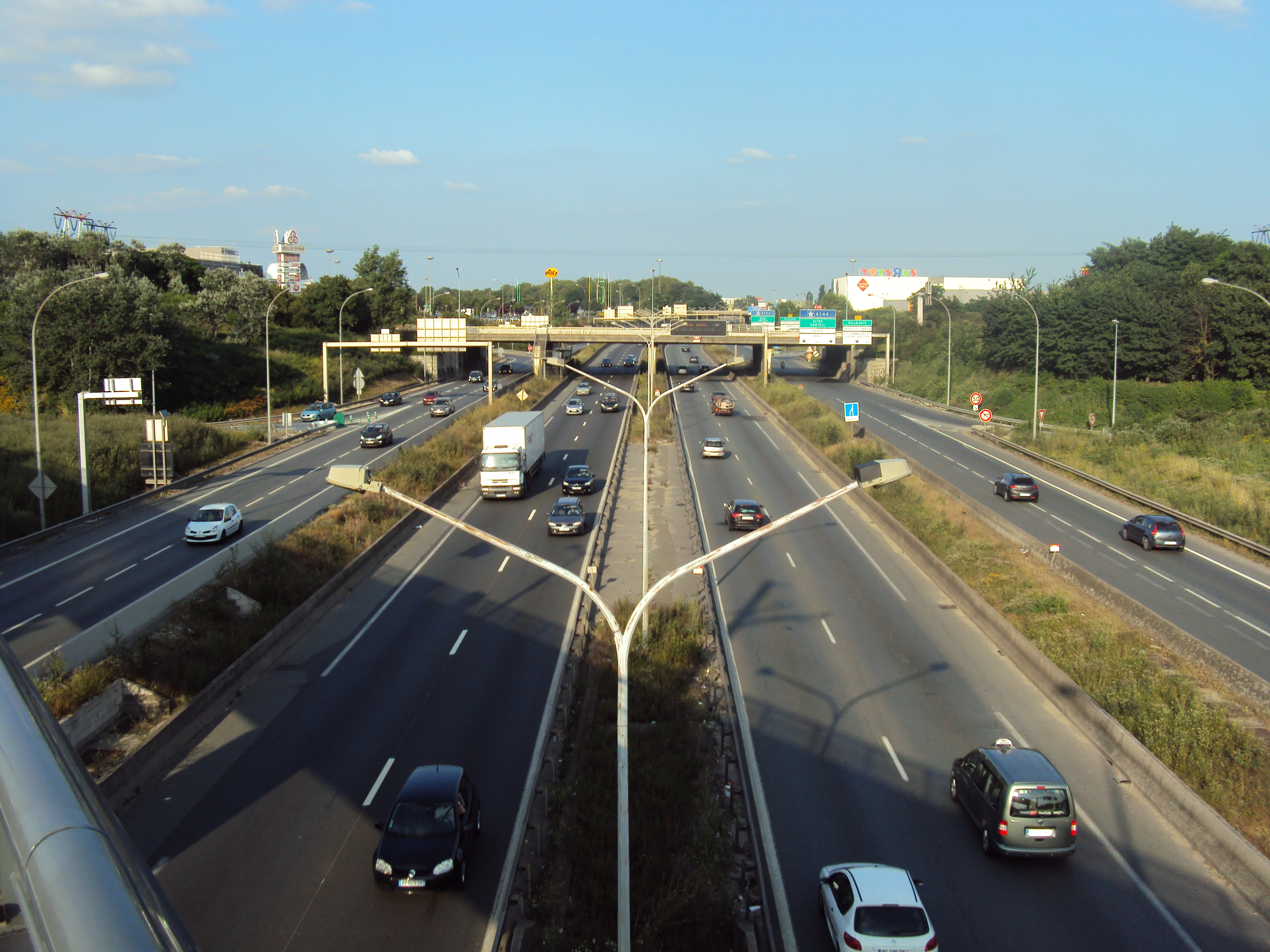
Drumul național 186 la Rungis.
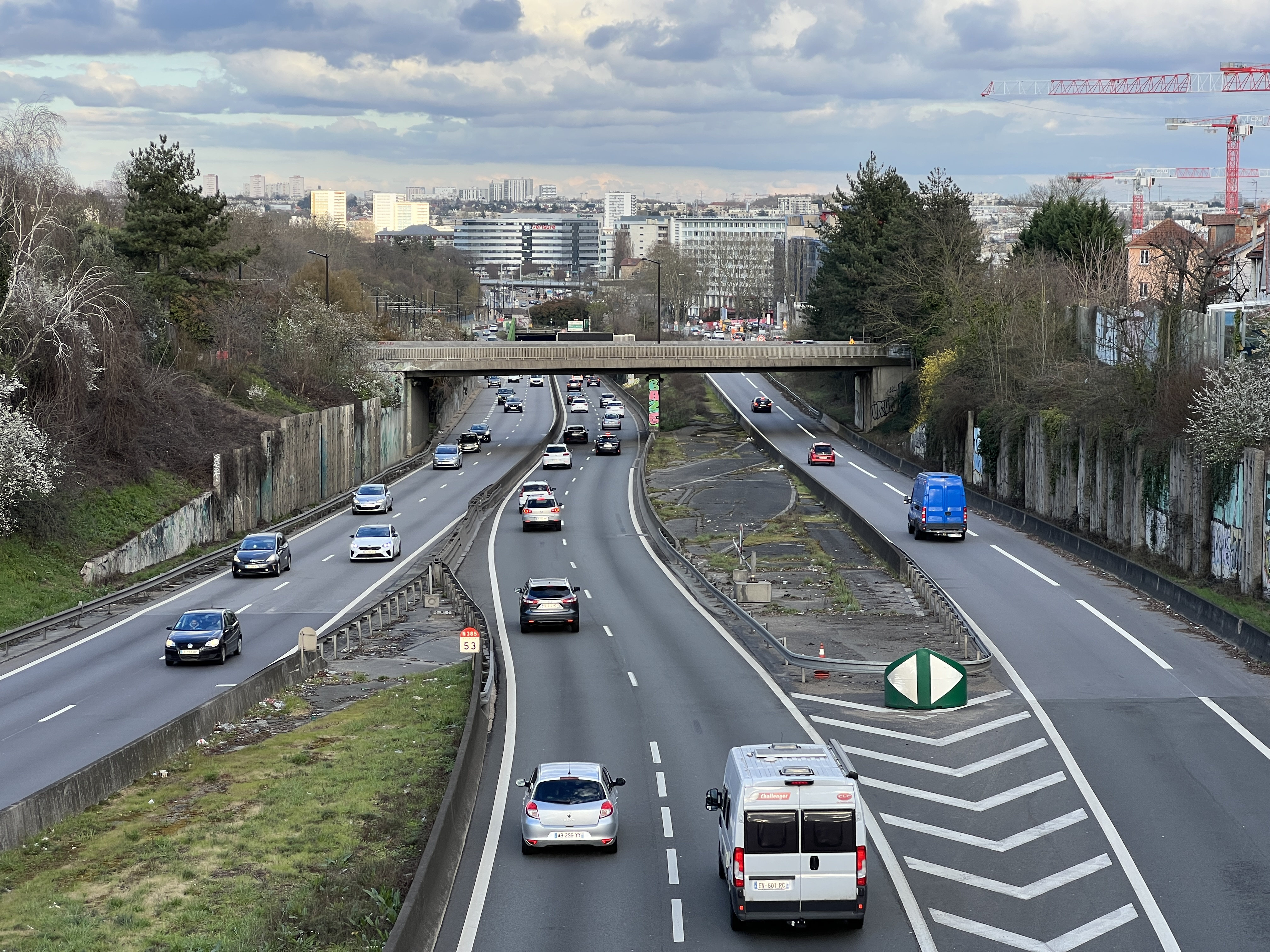
Drumul național 385 la Antony.
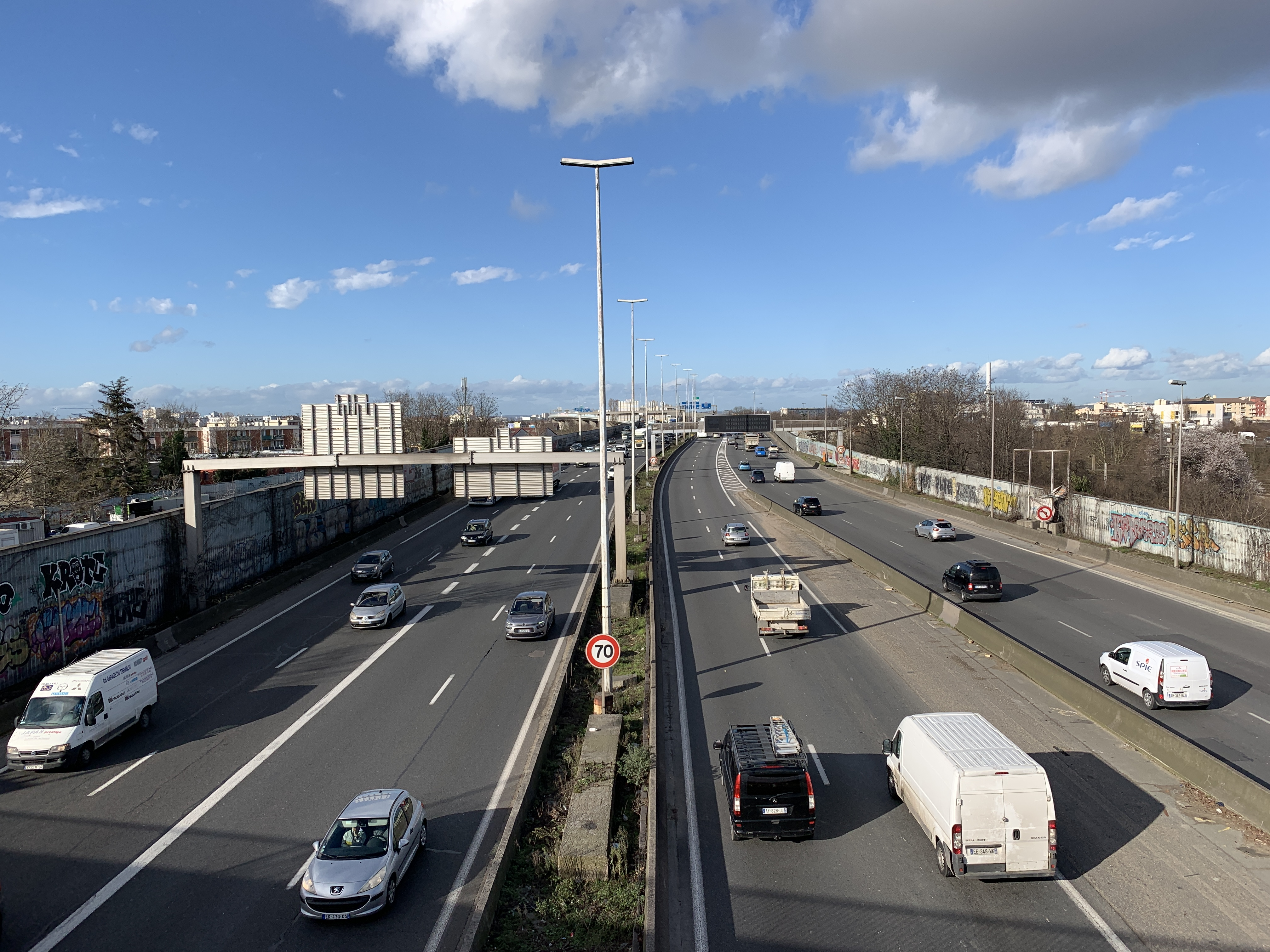
Joncțiunea autostrăzilor A3 și A86 la Bondy.
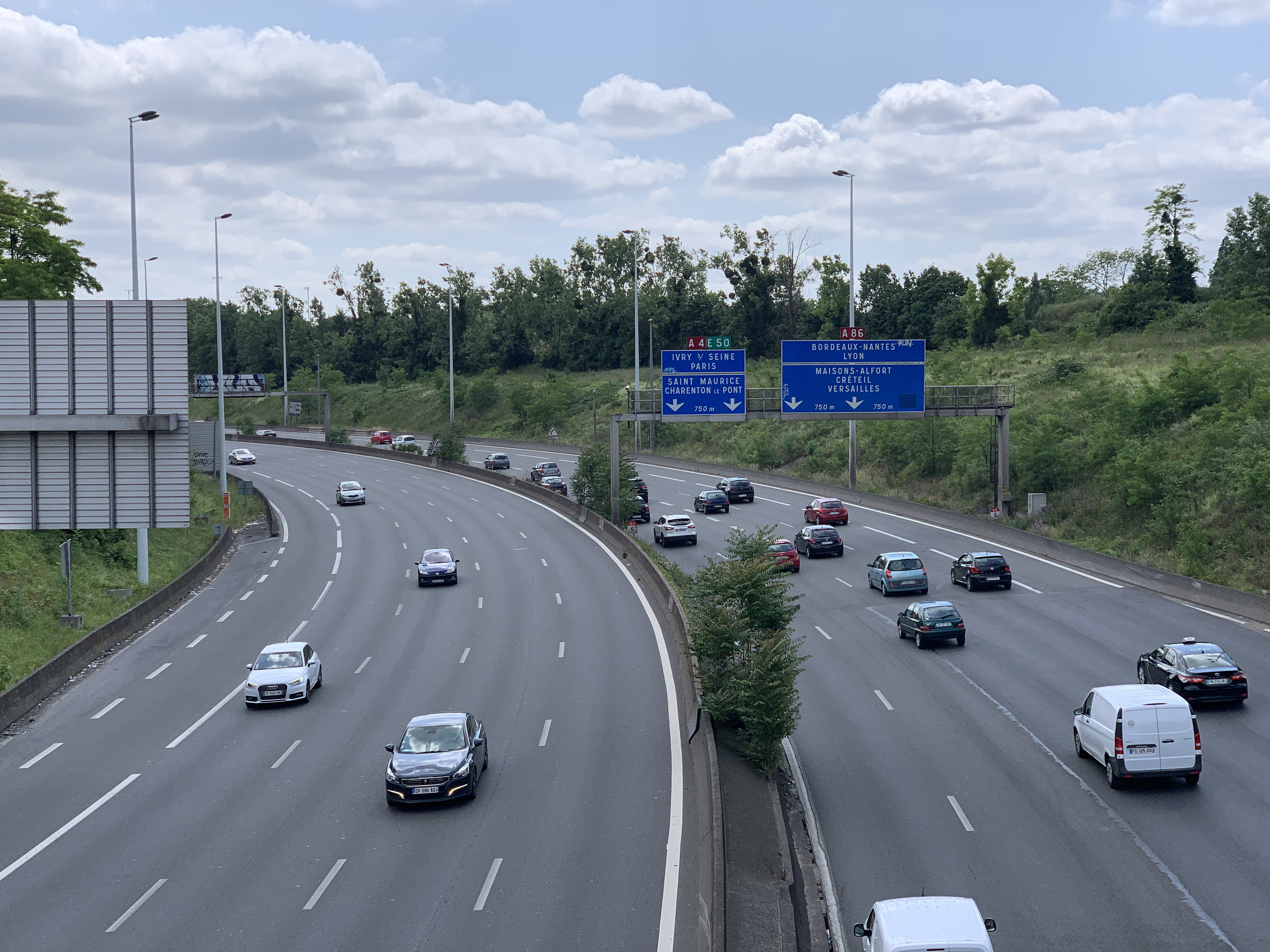
Tronsonul comun A4/A86 lângă Bois de Vincennes.

## Traseu
| Între A14 și A3; secțiune gratuită neconcesionată, gestionată de DIR Île-de-France. | |                      |
| Intersecție | Nod rutier între A14 și A86: A13 (Rouen), Poissy, Paris-Porte Maillot, La Défense. | A14 A13              |
| Ieșire | Avenue de la République (nod rutier parțial). | RD986                |
| | Tunelul Nanterre (ieșire). |                      |
| 1 - Nanterre | Orașe deservite: Nanterre, Nanterre-Université, Nanterre-Préfecture, Nanterre-Parc. | RD914                |
| 2a - La Garenne-Colombes | Orașe deservite: La Garenne-Colombes, Bezons, Colombes-Petit Colombes, Colombes-Z.I. de Seine, Nanterre-Le Petit Nanterre. | RD992                |
| 2b - Bezons | Oraș deservit: Bezons (nod rutier parțial). | RD992                |
| | Zona de servicii La Prairie (carosabil interior). |                      |
| 3 - Colombes-Europe | Orașe deservite: Colombes-centre, Colombes-Europe, Argenteuil-Val Notre-Dame, Parcul departamental Pierre Lagravère. | RD992                |
| 4a - Colombes-Parc d'Activités Kléber | Orașe deservite: Argenteuil-centre, Asnières-sur-Seine, Bois-Colombes, Colombes-Parc d'Activités Kléber (nod rutier parțial). |                      |
| 4/4b - Bois-Colombes | Orașe deservite: Argenteuil-centre, Colombes-centre, Colombes-Parc d'Activités Kléber, Bois-Colombes, Gennevilliers-Port. | RD909                |
| 5 - Gennevilliers-Le Luth | Orașe deservite: Gennevilliers-centre, Gennevilliers-Port, Gennevilliers-Le Luth. |                      |
| Intersecție | Nod rutier între A15, RN 315 și A86: A16 (Amiens), Cergy-Pontoise, Argenteuil-Orgemont, Paris-Porte de Clichy (nod rutier parțial).                                                                                                   | A15 RN315 A16        |
| Gennevilliers-Village | Orașe deservite: Épinay-sur-Seine, Gennevilliers-Village (nod rutier parțial). | RD911                |
| 5.1 - Gennevilliers-Les Louvresses | Orașe deservite: Gennevilliers-Les Louvresses (nod rutier parțial). |                      |
| 6 - Villeneuve-la-Garenne-Ouest | Orașe deservite: Gennevilliers-centre, Gennevilliers-Parc d'Activités, Villeneuve-la-Garenne, Villeneuve-la-Garenne-Zonă industrială, Parc des Chantereines.                                                                          | RD986                |
| 7 - Villeneuve-la-Garenne-Est | Orașe deservite: La Défense, Asnières-sur-Seine, Villeneuve-la-Garenne-centru. | RD7                  |
| | Podul peste Sena. |                      |
| | Trecerea din departamentul Hauts-de-Seine în departamentul Seine-Saint-Denis. |                      |
| 8a - Saint-Denis-Pleyel | Orașe deservite: Paris-Porte de Clignancourt, Saint-Ouen-sur-Seine, Saint-Denis-Pleyel (nod rutier parțial). | RD14                 |
| 8b - Saint-Denis-centre | Orașe deservite: Paris-Porte de la Chapelle, Saint-Denis-Centru. | RD912                |
| 9 - Saint-Denis-Stade de France | Orașe deservite: Paris-Porte d'Aubervilliers, Aubervilliers, La Courneuve-centre, Saint-Denis-La Plaine, Stade de France. | RD30                 |
| | Podul peste Canalul Saint-Denis. |                      |
| 10 - Aubervilliers | Oraș deservit: Aubervilliers (nod rutier parțial). |                      |
| | Tunelul de la Courneuve. |                      |
| Intersecție | Nod rutier între A16 și A86 (spre A1): Lille, Aeroportul Internațional Paris–Charles de Gaulle, Aeroportul Paris–Le Bourget (nod rutier parțial).                                                                                     | A16 A1 E19           |
| 11 - Saint-Denis-Universités | Orașe deservite: Saint-Denis-centre, La Courneuve, Saint-Denis-Universités (nod rutier parțial). | RD986                |
| 12 - La Courneuve | Orașe deservite: Paris-Porte de la Villette, Le Blanc-Mesnil, La Courneuve-4 Routes, Le Bourget-centru, Le Bourget. | RD932                |
| | Tunelul Norton. |                      |
| | Tunelul Lumen. |                      |
| 13 - Bobigny-Z.I. des Vignes | Orașe deservite: Drancy, Bobigny-Z.I. des Vignes, Spitalul Avicenne (nod rutier parțial). | RD986                |
| | Tunelul Bobigny - Drancy (intrare). |                      |
| | Limitare la 90 km/h (carosabil exterior). |                      |
| 13 - Hôpital Avicenne | Orașe deservite: Paris-Porte de Pantin, Spitalul Avicenne (nod rutier parțial). | RD986                |
| 14 - Bobigny-centre | Oraș deservit: Bobigny-centre (nod rutier parțial). | RD40 RD986           |
| | Tunelul Bobigny - Drancy (ieșire). |                      |
| 15 - Bondy | Orașe deservite: A3 ( Aeroportul Internațional Paris–Charles de Gaulle, Aulnay-sous-Bois), Meaux, Bondy (nod rutier parțial). | RD986 A3             |
| 14 - Bobigny | Orașe deservite: Drancy, Bobigny-centre (nod rutier parțial). | RD986                |
| | Podul peste canalul Ourcq. |                      |
| Intersecție | Nod rutier între A3 și A86 (nod rutier parțial). | A3 E15               |
| A86 | |                      |
| Tronson comun cu A3; secțiune gratuită, neconcesionată, administrată de DIR Île-de-France. | |                      |
| A3 E15 | |                      |
| Intersecție | Nod rutier între A3 și A103: Chelles, Le Raincy, Villemomble. | A103                 |
| Intersecție | Nod rutier între A3 și A86: Paris-Porte de Bagnolet, Montreuil, Romainville. | A86 E15              |
| A3 E15 | |                      |
| De la A3 la A4; secțiune gratuită, neconcesionată, administrată de DIR Île-de-France. | |                      |
| A86 | |                      |
| 16 - Noisy-le-Sec | Orașe deservite: Noisy-le-Sec, Centru comercial (nod rutier parțial). | RD986                |
| | Limitare la 70 km/h (carosabil exterior). |                      |
| 17/17.2 - Rosny-Bois Perrier | Orașe deservite: Le Raincy, Villemomble, Montreuil-La Boissière, Rosny-sous-Bois-centru, Rosny-sous-Bois-Bois Perrier, Z.A.C. Saussaie-Beauclair (nod rutier parțial).                                                                | RD902                |
| 17.1 - Rosny-centre | Orașe deservite: Montreuil, Rosny-sous-Bois-centru. | RD37                 |
| | Tunel (doar carosabil interior). |                      |
| | Trecerea din departamentul Seine-Saint-Denis în departamentul Val-de-Marne. |                      |
| 18 - Fontenay-Z.A | Orașe deservite: Fontenay-sous-Bois, Le Perreux-sur-Marne, Fontenay-sous-Bois-Z.A. (nod rutier parțial). | RD86                 |
| Neuilly-Plaisance | Oraș deservit: Neuilly-Plaisance (nod rutier parțial). | RD301                |
| 19 - Fontenay-centre | Orașe deservite: Chelles, Fontenay-sous-Bois-centru, Le Perreux-sur-Marne. | RD86A RD143          |
| | Tunelul Noget (intrare). |                      |
| 20 - Nogent-sur-Marne | Orașe deservite: A4 (Metz, Nancy, Marne-la-Vallée), A5 (Troyes), Nogent-sur-Marne, Champigny-sur-Marne (nod rutier parțial). | RN486 RD145 A4 A5    |
| | Tunelul Noget (ieșire). |                      |
| Intersecție | Nod rutier între A4 și A86 (nod rutier parțial). | A4 E50               |
| A86 | |                      |
| Tronson comun cu A4; secțiune gratuită, neconcesionată, administrată de DIR Île-de-France. | |                      |
| A4 E50 | |                      |
| 5 (A4) - Nogent-sur-Marne | Orașe deservite: Nogent-sur-Marne, Champigny-sur-Marne (nod rutier parțial pentru A86 / nod rutier complet pentru A4). | RN486 RD145          |
| | Limitare la 90 km/h (carosabil exterior). |                      |
| | Viaductul peste Marne. |                      |
| | Trecerea din departamentul Val-de-Marne în departamentul Paris. |                      |
| 4 (A4) - Joinville | Orașe deservite: Saint-Maur-des-Fossés, Joinville-le-Pont (nod rutier parțial). | RD86                 |
| | Limitare la 90 km/h (carosabil interior). |                      |
| | Trecerea din departamentul Paris în departamentul Val-de-Marne. |                      |
| Intersecție | Nod rutier între A4 și A86: Paris, Ivry-sur-Seine, Saint-Maurice, Charenton-le-Pont. | A86 E50              |
| A4 E50 | |                      |
| Între A4 și ieșirea 25; secțiune gratuită, neconcesionată, administrată de DIR Île-de-France. | |                      |
| A86 | |                      |
| | Pod peste Marne. |                      |
| 21 - Créteil-Échat | Orașe deservite: Maisons-Alfort, Créteil-Échat, C.H.U. Henri Mondor (nod rutier parțial). | RD19                 |
| 22 - Créteil-centre | Orașe deservite: Créteil-centru, (nod rutier parțial). | RD1                  |
| 22 - Créteil-Bordières | Orașe deservite: Maisons-Alfort, Créteil-Échat, C.H.U. Henri Mondor, Créteil-Église, Créteil-Bordières (nod rutier parțial). | RD19                 |
| Créteil-Z.A. Pompadour | Orașe deservite: Sénart, Villeneuve-Saint-Georges, Valenton-centru, Créteil-Z.A. Pompadour, Parc Interdepartamental de Sport (nod rutier parțial).                                                                                    | RD6                  |
| 23 - Bonneuil-sur-Marne | Orașe deservite: A5 (Troyes), Provins, Bonneuil-sur-Marne, Valenton-Z.A. (nod rutier parțial). | RN406 A5             |
| | Zona de servicii Pompadour (în ambele sensuri). |                      |
| 23 - Valenton | Orașe deservite: A5 (Troyes), Sénart, Créteil-centru, Bonneuil-sur-Marne, Villeneuve-Saint-Georges, Valenton, Parc Interdepartamental de Sport (nod rutier parțial).                                                                  | RN406 RD6 A5         |
| | Pod Choisy-le-Roi. |                      |
| 24 - Thiais | Orașe deservite: Paris-Porte de Choisy, Vitry-sur-Seine, Choisy-le-Roi, Alfortville, Thiais. | RD5 RD152 RD274      |
| | Limitare la 90 km/h (carosabil exterior). |                      |
| | Tunelul Guy Môquet. |                      |
| | Tunel (doar carosabil exterior). |                      |
| | Tunelul Moulin. |                      |
| 25 - Chevilly-Larue | Orașe deservite: Aeroportul Paris–Orly, Rungis, Chevilly-Larue, Centru comercial, Sénia (nod rutier parțial). | RN186B               |
| 25b - Sénia | Oraș deservit: Sénia (nod rutier parțial). |                      |
| 25a - Thiais-Grignon | Orașe deservite: Choisy-le-Roi, Thiais-Grignon (nod rutier parțial). | RD86                 |
| A86 | |                      |
| Între ieșirea 25 și semijoncțiunea vestică a RN186B; secțiune gratuită, neconcesionată, având statut de drum expres (RN186A), administrată de Direcția Interdepartamentală a Drumurilor Île-de-France (DIR Île-de-France). | |                      |
| RN186A | |                      |
| Ieșire | Acces doar la carosabilul exterior al drumului expres. (nod rutier parțial). |                      |
| Chevilly-Larue | Orașe deservite: Villejuif, Aeroportul Paris–Orly, Thiais Chevilly-Larue, Centru comercial, Alte sectoare din Rungis (nod rutier parțial).                                                                                            | RN186B               |
| | Zona de servicii Anneau de Sogaris (în ambele sensuri pe RN186B). |                      |
| RN186A | |                      |
| De la semijoncțiunea vestică a RN186B până la ieșirea 26; secțiune gratuită, neconcesionată, având statut de drum expres (RN186), administrată de DIR Île-de-France.                                                       | |                      |
| RN186 | |                      |
| 25.1 - Rungis-Ville | Orașe deservite: L'Haÿ-les-Roses, Rungis-Ville, Zona Industrială Z.A. du Delta, M.I.N. (), parcul de afaceri SILIC din Rungis, Zonă hotelieră.                                                                                        | RD86                 |
| Intersecție | Nod rutier între A6 și RN186: Spre A10 (Bordeaux, Nantes), Lyon, Évry Antony Z.A., Palaiseau, Paris. | A6 A10               |
| 26 - Fresnes | Orașe deservite: L'Haÿ-les-Roses, Chevilly-Larue, Fresnes (nod rutier parțial). | RD86                 |
| RN186 | |                      |
| De la ieșirea 26 la ieșirea 27; secțiune gratuită, neconcesionată, administrată de DIR Île-de-France. | |                      |
| A86 | |                      |
| | Tunelul Fresnes. |                      |
| 26 - Fresnes | Orașe deservite: L'Haÿ-les-Roses, Fresnes (nod rutier parțial). | RD86                 |
| | Trecerea din departamentul Val-de-Marne în departamentul Hauts-de-Seine. |                      |
| 27 - Antony | Orașe deservite: Paris-Porte d'Orléans, Antony, Sceaux, Bourg-la-Reine (nod rutier parțial). | RD920 RD986          |
| | Tunelul Antony. |                      |
| 27 - Antony | Orașe deservite: Paris-Porte d'Orléans, Antony, Sceaux, Bourg-la-Reine (nod rutier parțial). | RD986                |
| A86 | |                      |
| De la ieșirea 27 la RN118; secțiune gratuită, neconcesionată, având statut de drum expres (RN385), administrată de DIR Île-de-France.                                                                                      | |                      |
| RN385 | |                      |
| 28 - Châtenay-Malabry | Orașe deservite: Châtenay-Malabry-centru, Verrières-le-Buisson. |                      |
| 29 - Le Plessis-Robinson | Orașe deservite: Le Plessis-Robinson-centru, Le Plessis-Robinson-Boursidière, Châtenay-Malabry-Haut. | RD986                |
| 30/30b - Le Petit Clamart | Orașe deservite: A6 (Lyon), A10 (Bordeaux), Clamart, Igny, Bièvres, Z.A. Villacoublay, Le Petit Clamart. | RN306 A6 A10         |
| 30a - Clamart | Orașe deservite: Paris-Porte de Châtillon, Clamart (nod rutier parțial). |                      |
| 30c - Bois de Verrières | Orașe deservite: Bois de Verrières. |                      |
| | Trecerea din departamentul Hauts-de-Seine în departamentul Yvelines. |                      |
| Intersecție | Nod rutier între RN118, RN385 și A86: Paris-Porte de Saint-Cloud, Boulogne-Billancourt, Meudon, Vélizy-Villacoublay-Zone d'Emplois, Z.A. Villacoublay, Centru comercial, A6 (Lyon), A10 (Bordeaux), A11 (Nantes), Évry-Courcouronnes. | A86 RN118 A6 A10 A11 |
| 30.1 - Villacoublay | Orașe deservite: Vélizy-Villacoublay-Inovel Parc, Centrul comercial Westfield Vélizy 2 (nod rutier parțial). |                      |
| RN385 | |                      |
| De la RN118 la RN12; secțiune gratuită, neconcesionată, administrată de DIR Île-de-France. | |                      |
| A86 | |                      |
| | Limitare la 110 km/h (în ambele sensuri). |                      |
| 31 - Vélizy-Villacoublay | Orașe deservite: Vélizy-Villacoublay-Zone d'Emplois, Vélizy-Villacoublay-centru, Centrul comercial, Z.A. Louis Bréguet. | RD53                 |
| | Zone de servicii: Vélizy-Ouest (carosabil interior); Clair-Bois (carosabil exterior). |                      |
| Intersecție | Nod rutier între RN12 și A86: Versailles, Rambouillet, Dreux, Alençon. | RN12                 |
| De la RN12 la ieșirea 34: Duplex A86; secțiune cu taxă, concesionată companiei Cofiroute. | |                      |
| | Tunelul Duplex A86. |                      |
| | Înălțime limitată la 2 m. |                      |
| | Limitare la 70 km/h (în ambele sensuri). |                      |
| | Punctul de taxare Pont-Colbert (doar sensul Versailles → Rueil). |                      |
| Intersecție | Nod rutier între A13 și A86: Paris-Porte d'Auteuil, A12 (Saint-Quentin-en-Yvelines), Rouen. | RN12                 |
| 33 - Vaucresson | Orașe deservite: Versailles, La Celle-Saint-Cloud, Vaucresson. | RD53                 |
| | Punctul de taxare Vaucresson (doar sensul A13 → A86). |                      |
| | Tunelul Duplex A86. |                      |
| | Înălțime limitată la 2 m. |                      |
| | Limitare la 70 km/h (în ambele sensuri). |                      |
| | Trecerea din departamentul Yvelines în departamentul Hauts-de-Seine. |                      |
| | Punctul de taxare Rueil-Malmaison (doar sensul Rueil → Versailles). |                      |
| | Tunelul Rueil - la Jonchère (intrare). |                      |
| 34 - Rueil-Malmaison | Orașe deservite: Versailles, Saint-Germain-en-Laye, Rueil-Malmaison. | RD913                |
| A86 | |                      |
| De la ieșirea 34 la ieșirea 35; secțiune gratuită, neconcesionată, având statut de drum expres, administrată de DIR Île-de-France.                                                                                         | |                      |
| A86 | |                      |
| | Tunelul Rueil - la Jonchère (ieșire). |                      |
| | Tunelul Rueil - Belle Rive. |                      |
| 35 - Chatou | Orașe deservite: Chatou, Rueil 2000. | RD986                |
| A86 | |                      |
| De la ieșirea 53 până la ieșirea 60; secțiune cu taxă în sistem închis, concesionată companiei ASF. | |                      |
| A86 | |                      |
| 36 - Nanterre | Oraș deservit: Nanterre (nod rutier parțial). | RD986                |
| 36 - Nanterre-centre | Oraș deservit: Nanterre-centru (nod rutier parțial). | RD986                |
| | Tunelul Nanterre (intrare). |                      |
| Intersecție | Nod rutier între A14 și A86: A13 (Rouen), Poissy, Paris-Porte Maillot, La Défense. | A14 A13              |
| Ieșire | Avenue de la République (nod rutier parțial). | RD986                |
| | Tunelul Nanterre (intrare). |                      |
| | Vezi apoi începutul listei. |                      |

## Structuri

### Noduri rutiere
Autostrada A86 este conectată la șapte autostrăzi radiale prin nouă noduri rutiere, descrise pe scurt mai jos.
Nodul rutier Rosny și nodul rutier Bondy încadrează tronsonul comun A3/A86 în Seine-Saint-Denis. Primul permite schimburile între vestul autostrăzii A86, începutul autostrăzii A3 și autostrada A103, în apropierea centrului comercial Westfield Rosny 2, și a fost dat în folosință în 1969. Al doilea permite schimburile între nordul A86 și capătul A3 și a fost deschis în 1974.
| Nodul rutier Rosny | nodul rutier Bondy |

Nodurile rutiere Saint-Maurice și Nogent-sur-Marne încadrează tronsonul comun A4/A86 în Val-de-Marne. Primul, situat la vest, este format din patru viaducte care traversează râul Marne; acesta a fost declarat de utilitate publică în 1976 și dat în folosință în 1981. Al doilea permite traversarea râului printr-un tunel deschis în 1989, între capătul estic al tronsonului comun A4/A86 și A86, sau prin podul de la Nogent, dat în folosință în 1964, între A86 și A4.
| Nodul rutier Saint-Maurice | nodul rutier Nogent-sur-Marne | Cele patru viaducte ale nodului rutier Saint-Maurice deasupra râului Marne în 2021. |

Nodul rutier Fresnes, situat în comuna cu același nume din Val-de-Marne, a fost declarat de utilitate publică în 1967. La inaugurare, acesta permitea conectarea autostrăzii A86, denumită atunci „centura suburbiei”, cu drumul național 186 în prelungirea sa și autostrada A6. Această secțiune a A6 a fost împărțită în două autostrăzi: A6a către Porte d'Orléans și A6b către Porte d'Italie. În prezent, doar A6b este conectată la A86 prin acest nod rutier. Totuși, nodul rutier este incomplet și nu permite niciun schimb dinspre Paris către A86 sau dinspre A86 exterior către Paris. Se prevede completarea acestuia, însă nu a fost stabilit un termen pentru finalizare.
Nodul rutier Vaucresson, situat în comuna cu același nume din Hauts-de-Seine, a fost inaugurat în 2009. Acesta permite conectarea duplexului A86 cu autostrada A13. Pentru vehiculele care vin de pe A13 și se îndreaptă spre A86, există un punct de taxare. Această secțiune a centurii este exploatată de compania Cofiroute.
Nodul rutier Nanterre, situat în comuna cu același nume din Hauts-de-Seine, a fost inaugurat în 2003. Acesta permite conectarea autostrăzilor A86 și A14, care asigură accesul către A13. Inițial, era prevăzut ca acest nod rutier să fie aerian, iar A86 să treacă pe un viaduct. Acest proiect a fost abandonat și înlocuit cu o tranșee. Construcția a început în 1997; nodul, având un diametru de 250 m, este format din opt tuburi, fiecare conținând o bretea la o adâncime de până la 20 m. Lucrările de acoperire sunt în curs, iar finalizarea completă este planificată pentru 2026, urmând ca un parc să fie amenajat deasupra.
Nodul rutier Gennevilliers, situat în comuna cu același nume din Hauts-de-Seine, permite conectarea autostrăzii A86, autostrăzii A15 și a drumului național 315, care continuă spre Paris. Se află în apropierea portului Gennevilliers.
Nodul rutier La Courneuve, situat în comuna cu același nume din Seine-Saint-Denis, permite conectarea autostrăzilor A86 și A16. Această scurtă secțiune a A16 leagă autostrada A1 spre Lille de A86, fiind astfel supranumită „bară de legătură A1/A86”. Nodul rutier nu este complet și permite schimburi doar din și către vestul A86.
| Nodul rutier Fresnes | nodul rutier Vaucresson | nodul rutier Nanterre |

| nodul rutier Gennevilliers | nodul rutier La Courneuve |

## Poduri
- Podul de pe bulevardul Libération din Saint-Denis
- Viaductul de pe canalul Saint-Denis din Saint-Denis
- Viaductul autostrăzii din L'Île-Saint-Denis, L'Île-Saint-Denis
- Podul peste canalul Ourcq din Noisy-le-Sec
- Viaductul peste râul Marne.
- Viaductul Drancy

Cele patru viaducte din Saint-Maurice susțin bretelele nodului rutier cu același nume, care conectează autostrada A86 la A4, formând tronsonul comun A4/A86. Ele sunt situate pe teritoriul comunelor Saint-Maurice și Maisons-Alfort, în Val-de-Marne. Având fiecare o lungime de 117 m, au fost date în folosință în 1981 și permit traversarea râului Marne.
Viaductul de la intersecția Pompadour este un pod cu grinzi care permite centurii să traverseze drumul național 6 și linia feroviară Paris-Gare de Lyon - Marsilia-Saint-Charles la Créteil, în Val-de-Marne. Se află la nivelul ieșirii 23, care duce la intersecția Pompadour și la drumul național 406.
Viaductul din Alfortville și podul din Choisy-le-Roi permit autostrăzii A86 să traverseze liniile feroviare Paris-Austerlitz - Bordeaux-Saint-Jean, râul Sena și o fabrică de gaz, la Choisy-le-Roi și Alfortville, în Val-de-Marne. Inaugurate în 1985 și construite din beton, acestea sunt alcătuite din două tabliere, fiecare cu o lățime de 16,5 m și susținând trei benzi de circulație. Dintre cele șapte linii de sprijin, trei sunt situate în râu. Podul amonte are o lungime de 452 m, iar tablierele celui de-al doilea pod măsoară 662 și 685 m.

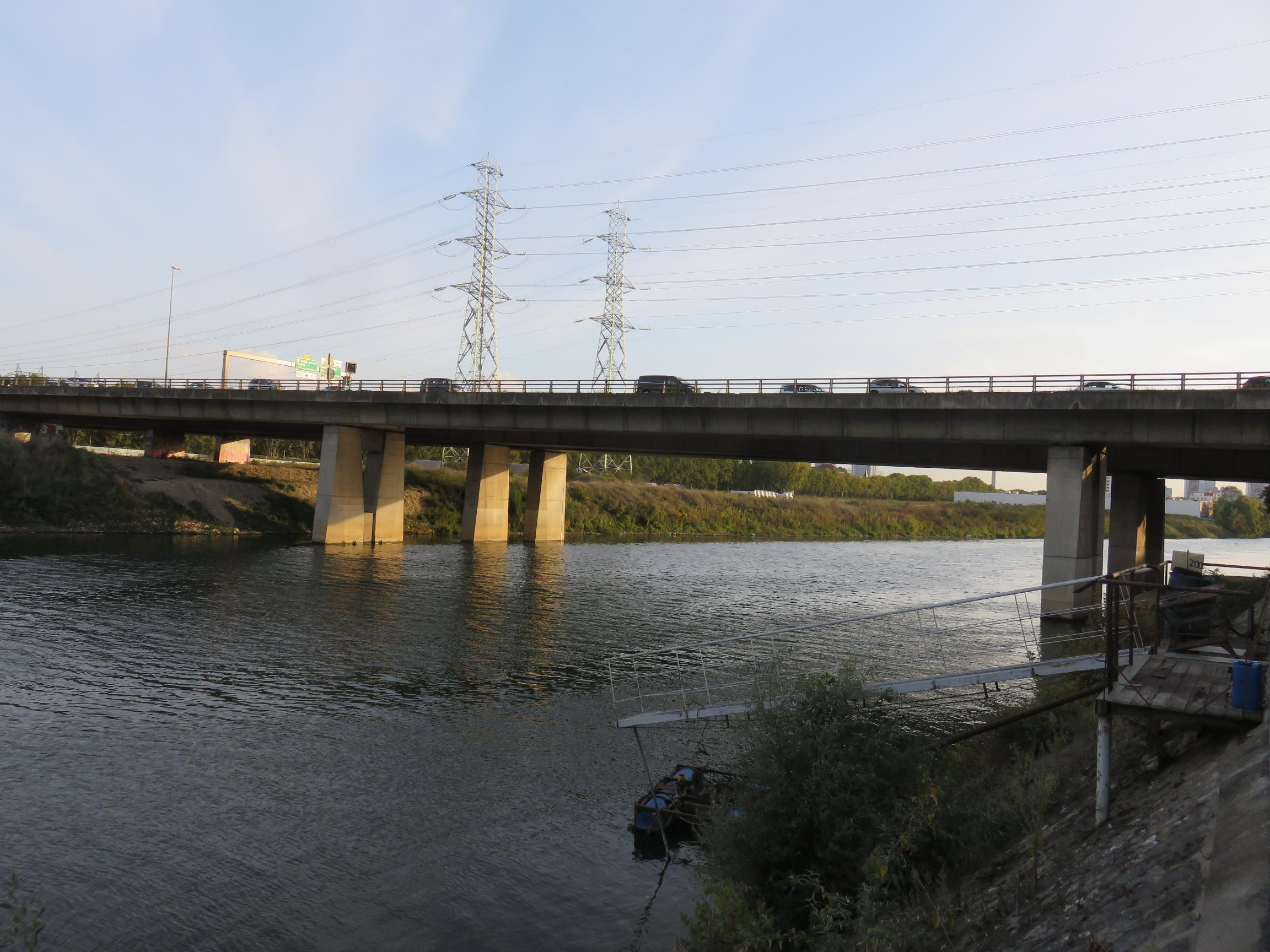
Viaductul autostrăzii din L'Île-Saint-Denis, L'Île-Saint-Denis.
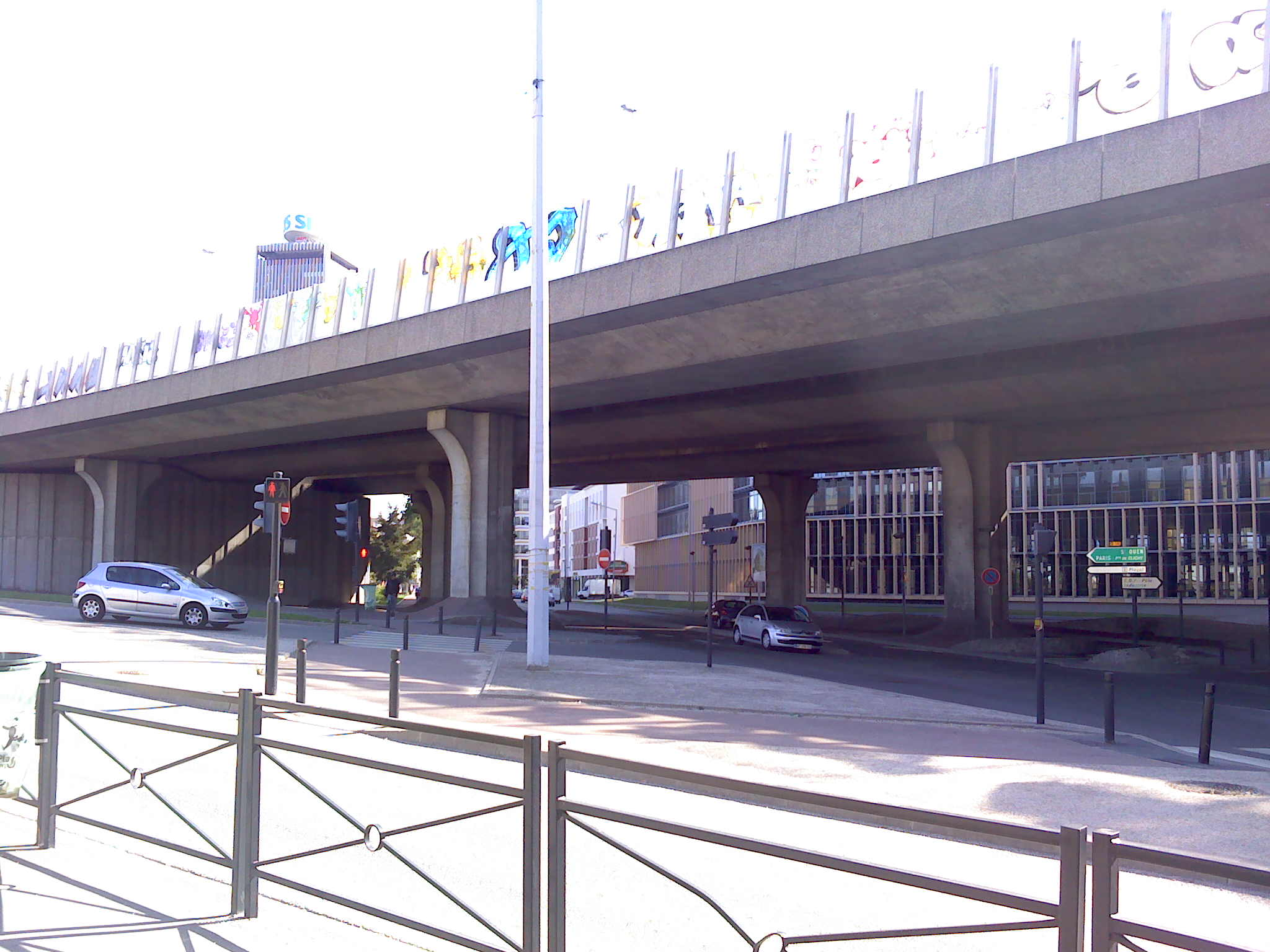
Podul de pe bulevardul Libération din Saint-Denis.
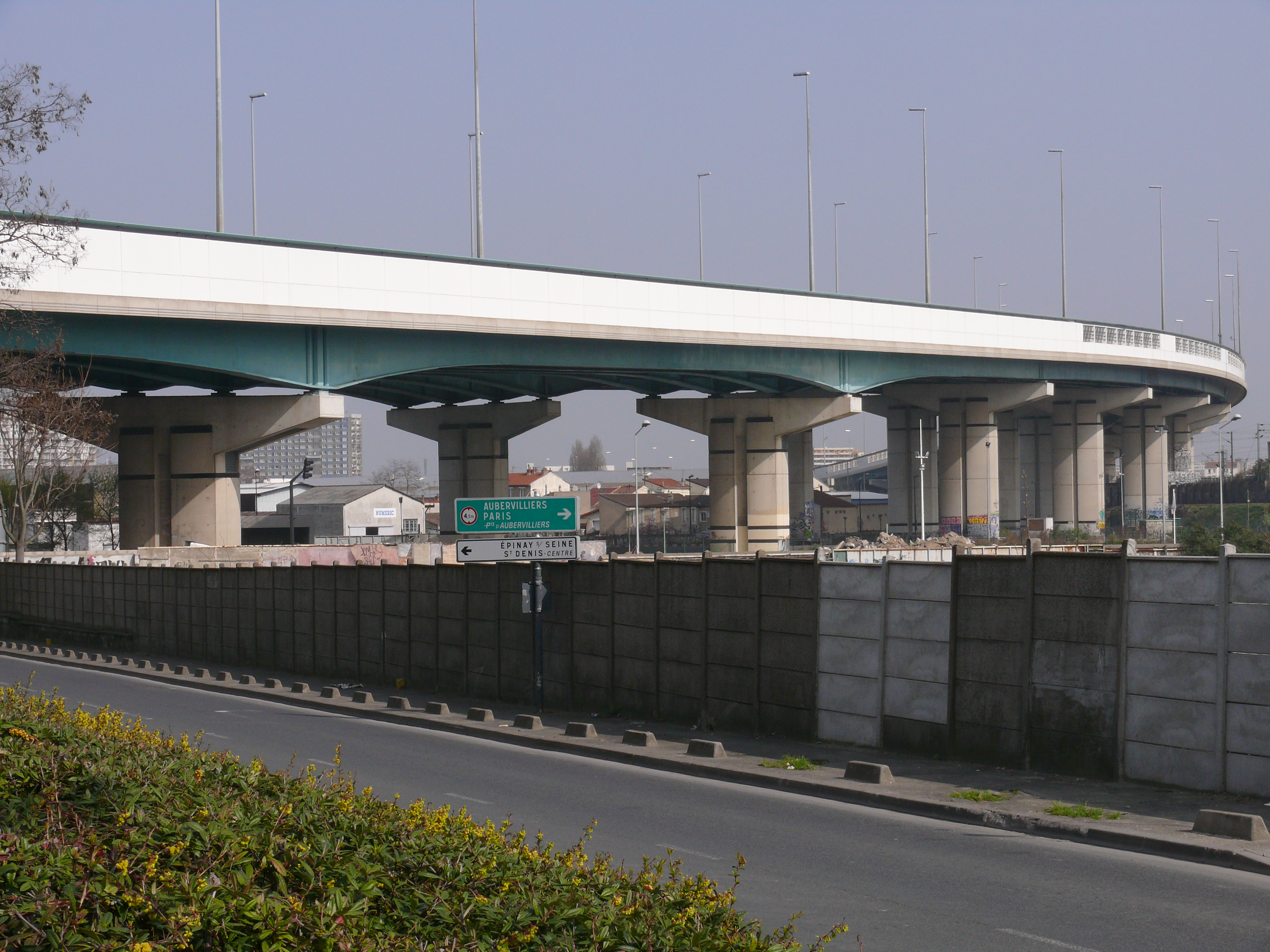
* Viaductul de pe canalul Saint-Denis din Saint-Denis.
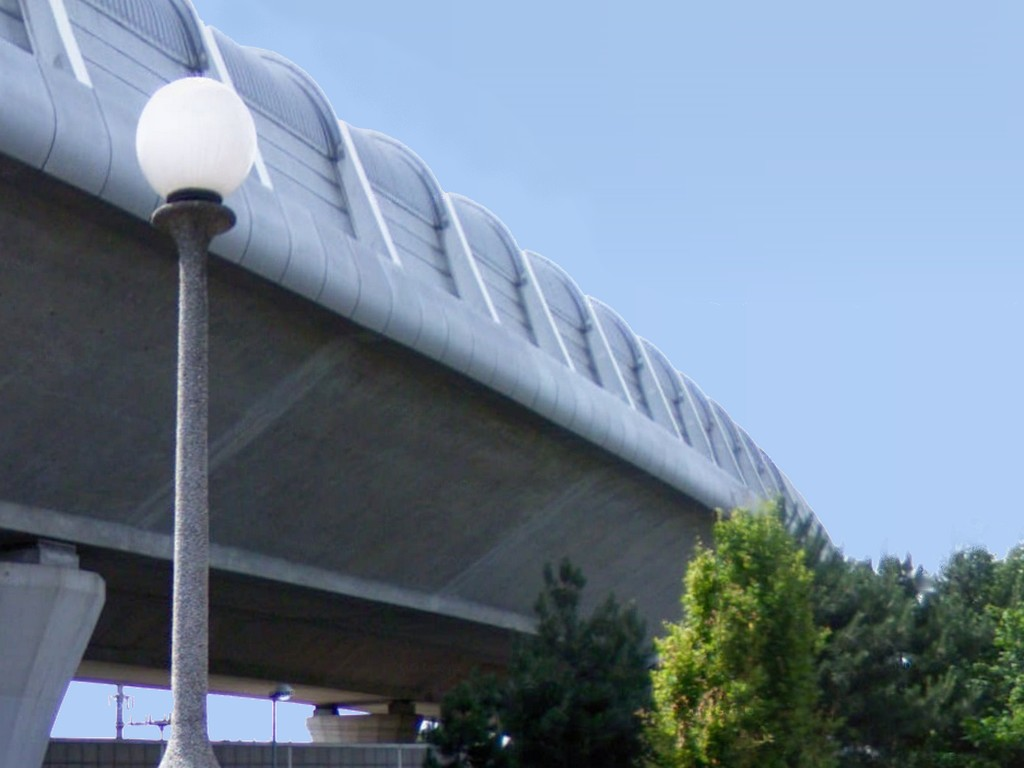
Viaductul Drancy.
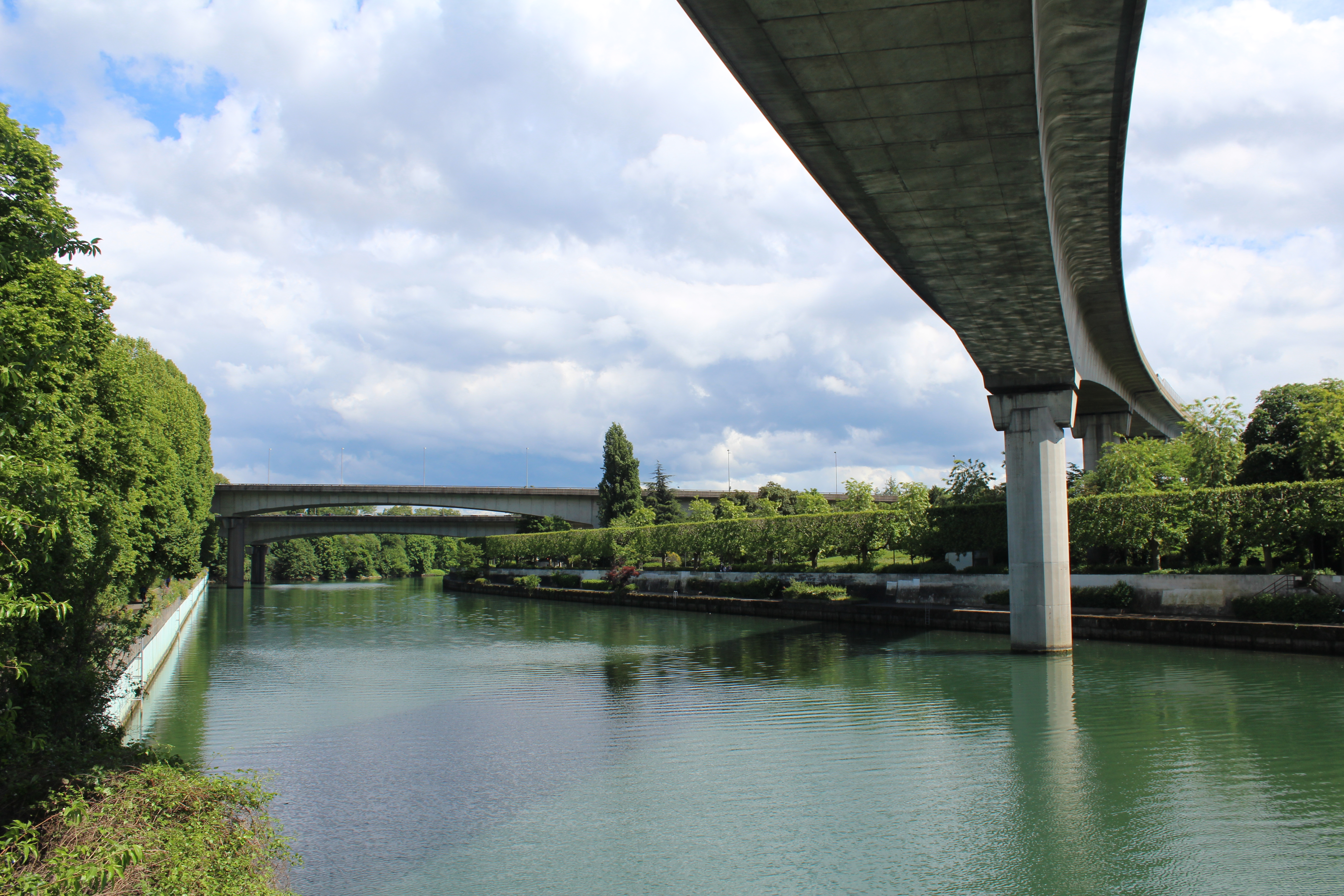
Viaductul peste râul Marne.
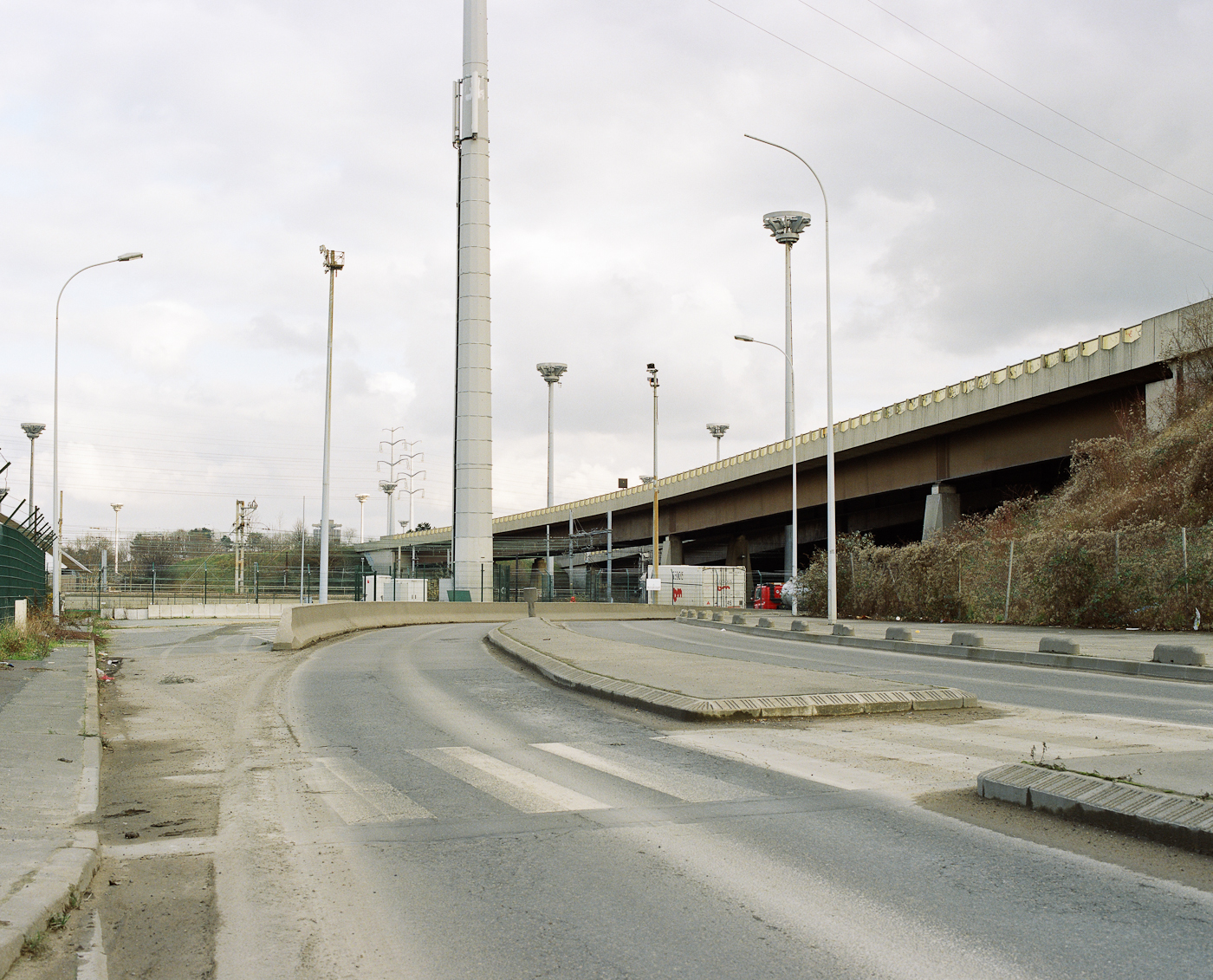
Viaductul de la intersecția Pompadour.
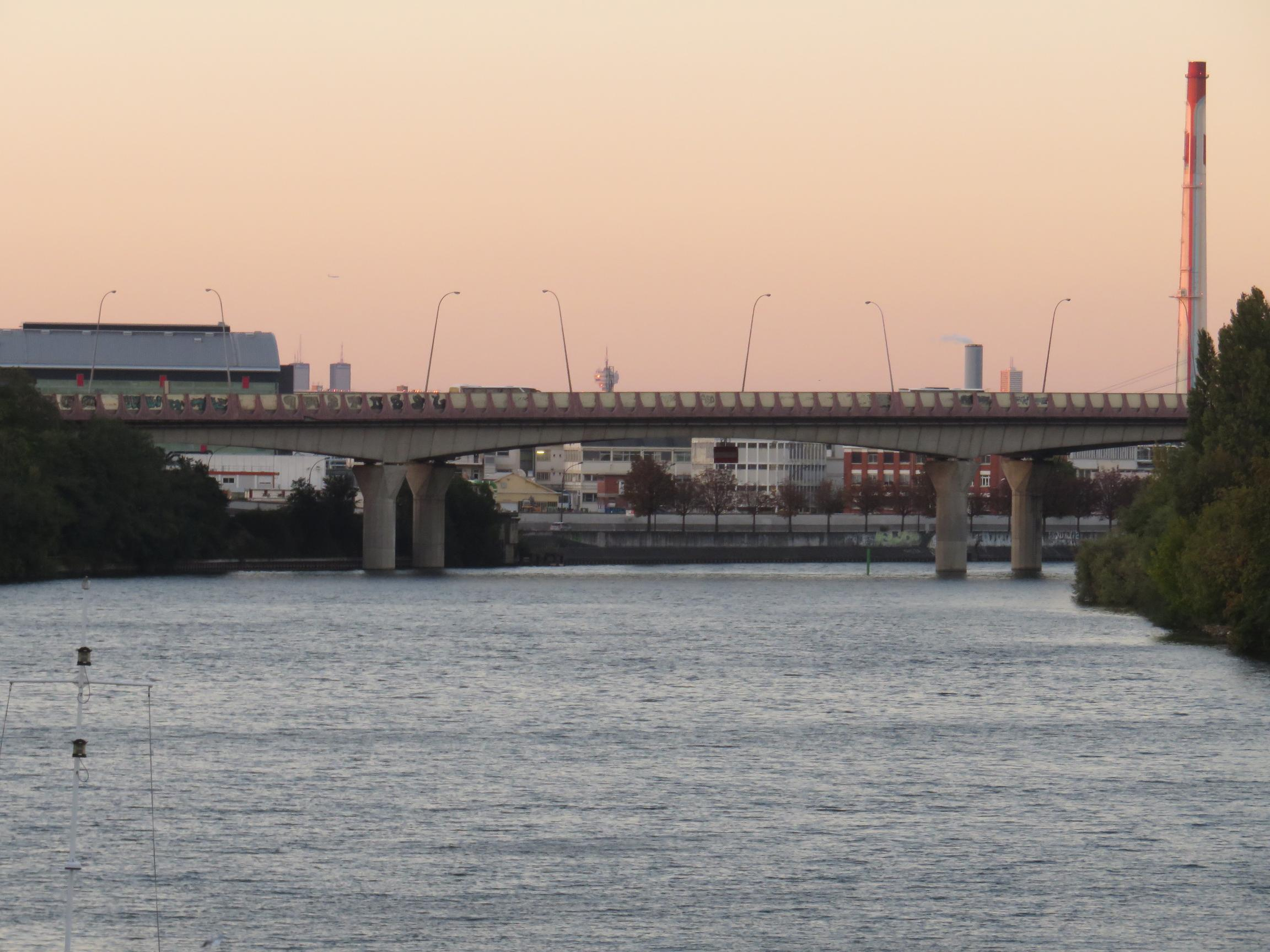
Viaductul din Alfortville.

### Tuneluri
Există numeroase tuneluri pe traseul A86, multe dintre ele fiind modernizate în 2012:
- tunelurile Fresnes (Val-de-Marne) și Antony (Hauts-de-Seine);
- tunelurile Guy-Môquet și Moulin la Thiais (Val-de-Marne);
- tunelul Nogent-sur-Marne (Val-de-Marne);
- tunelul Drancy - Bobigny (Seine-Saint-Denis);
- tunelul Lumen la Drancy (Seine-Saint-Denis);
- tunelul Norton-Avenir la Drancy (Seine-Saint-Denis);
- tunelul La Courneuve (Seine-Saint-Denis);
- tunelul Belle-Rive la Rueil-Malmaison (Hauts-de-Seine);
- tunelul cu taxă Duplex[n 2] de la Rueil-Malmaison (Hauts-de-Seine) la Versailles - Jouy-en-Josas (Pont Colbert) (Yvelines).

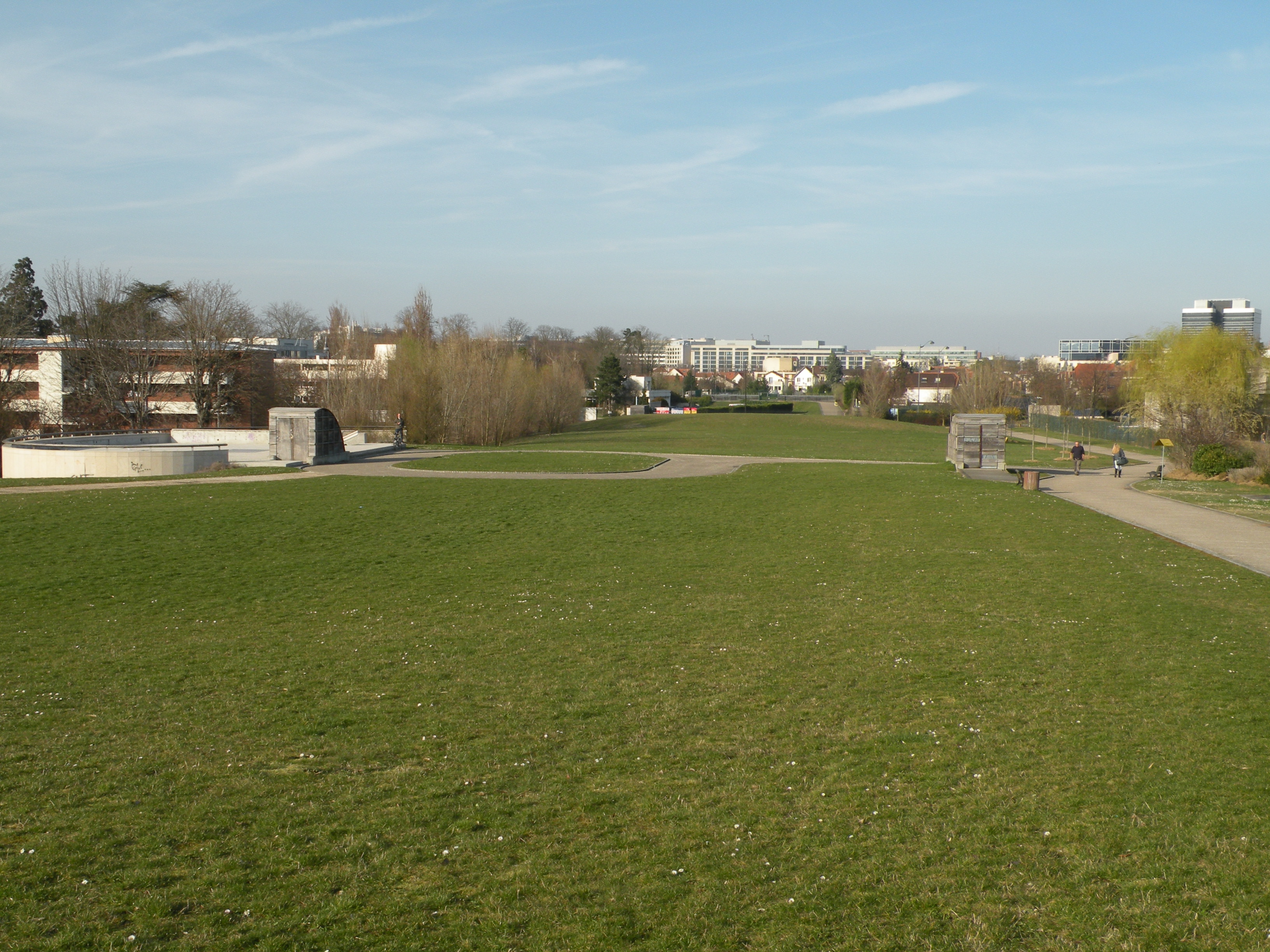
Secțiune acoperită a autostrăzii la Rueil-Malmaison.
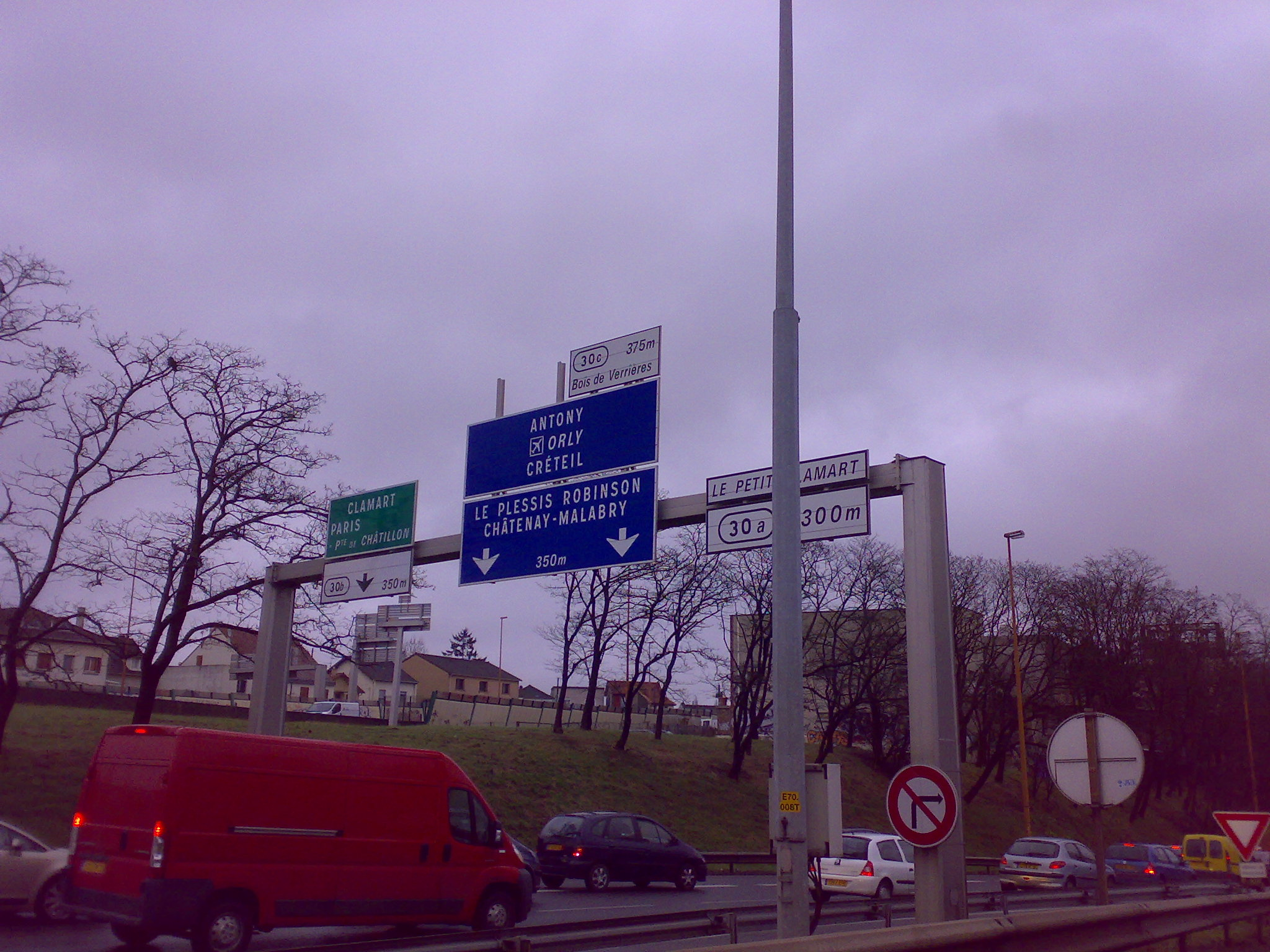
Autostrada A86 la Vélizy-Villacoublay.
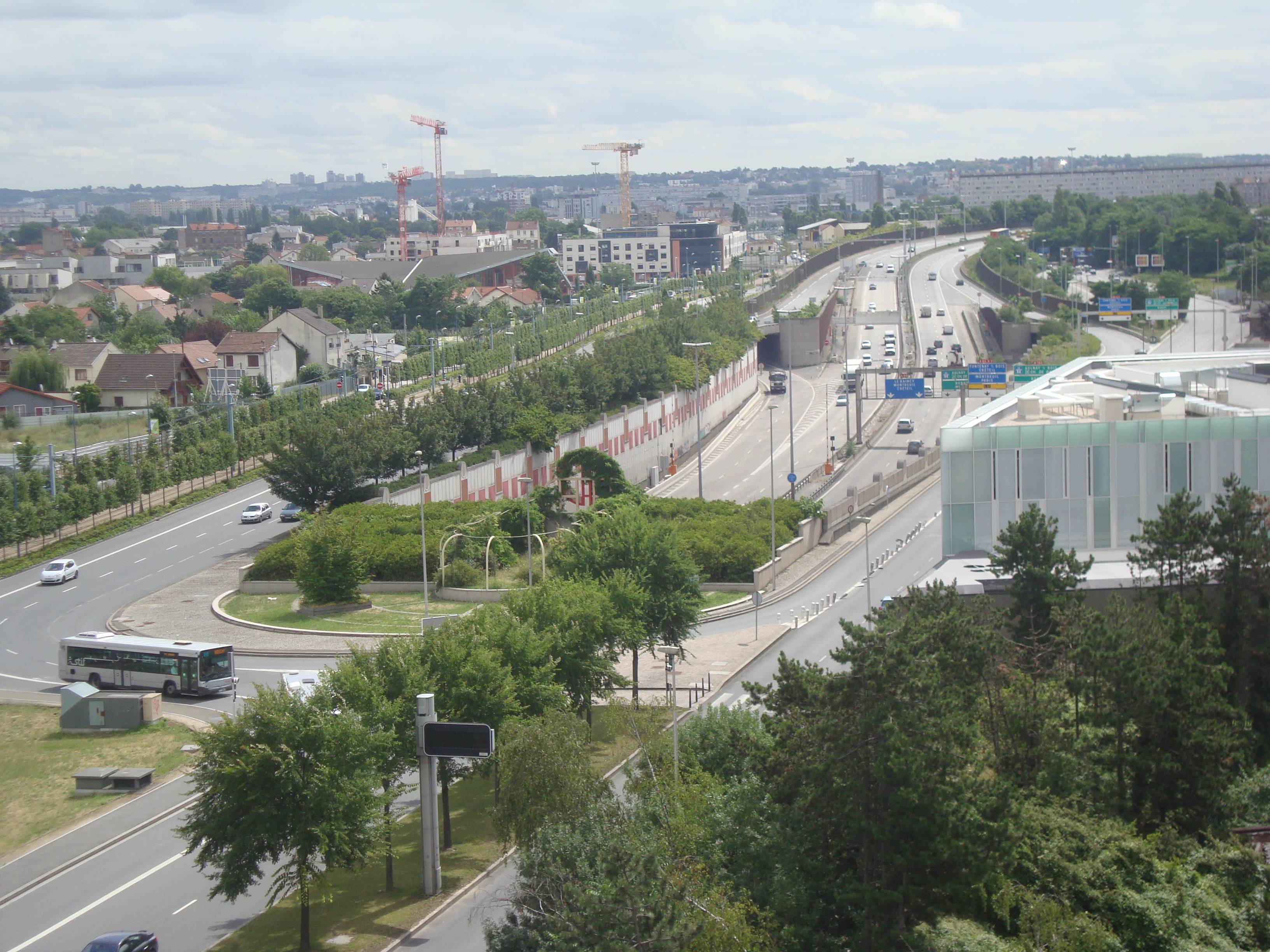
În centru, autostrada A86 iese la Bobigny din secțiunea sa subterană.